# Mark 16
O Mark 16 foi uma grande arma termonuclear (bomba de hidrogênio),  baseado no desenho da Ivy Mike, o primeiro engenho termonuclear já testado. O Mark 16 mais apropriadamente designado como  TX-16/EC-16 e só existiu em versões Experimental/Emergency Capability (EC) ( capacidade experimental/emergencial)
A TX-16 foi notável porque foi a única arma nuclear do mundo projetada utilizando deutério líquido criogênico como combustível, o mesmo combustível foi utilizado no teste Ivy Mike. O TX-16 foi em fato uma versão que poderia ser utilizada como arma do desenho do Ivy Mike. Para isso foi necessário uma redução no peso do pacote explosivo e a substituição do elaborado sistema criogênico com frascos de vácuo para reabastecer o deutério quente com deutério frio. A aeronave portadora foi um B-36 modificado sobre a Operação Barroom.
Apenas um B-36 foi modificado. A TX-16 compartilhou secções comuns com o TX-14 e a TX-17/24 e uma versão de capacidade emergencial (EC-16) foi quase indistinguível da EC-14. Um pequeno número de EC-16s foram produzidas para providenciar  um -tapa-buraco- termonuclear em resposta ao programa nuclear russo. O TX-16 foi programado para ser testado como Castle Yankee até o sucesso do Castle Bravo que tornou as armas criogênicas obsoletas.

## Especificações
A TX-16 tinha 61.4 polegados de diâmetro, 296.7 polegadas de comprimento, e pesava entre 39 000 a 42 000 libras. O rendimento de desenho foi de 6-8 megatons.

## Manufatura e serviço
Cinco unidades foram manufaturadas em janeiro de 1954, e implantadas em um regime de "emergency capability" (capacidade emergencial) com a designação de EC-16.
Em abril de 1954 elas todas foram retiradas do serviço ativo, já que as armas termonucleares de combustível sólido foram testadas com sucesso. Esse combustível sólido para bombas termonucleares foram mais fáceis de ser manejar, não requirindo temperaturas criogênicas ou sistema de refrigeração. Elas foram substituídas por cinco EC-14 armas trazidas em modelo padrão aceitável como o Mark 14, TX-14 e a produção de Mark 17 na metade do ano de 1954.
O teste planejado da TX-16 no teste Castle Yankee na Operação Castelo foi cancelada devido ao sucesso do dispositivo "camarão" no Castle Bravo teste.